# Louis Laufray
Louis Alexandre Laufray (* 1. Oktober 1881 in Charenton-le-Pont; † 4. Februar 1970 in Champcueil) war ein französischer Schwimmer und Wasserballspieler.

## Karriere
Laufray nahm 1900 an den Olympischen Spielen in Paris teil. In der Disziplin über 4000 m Freistil scheiterte er im Vorlauf. Mit der Mannschaft von Libellule de Paris nahm er außerdem am Wettbewerb im Wasserball teil. Hier gewann das Team Bronze. 12 Jahre später war der Schwimmer bei den Olympischen Spielen in Stockholm für die Wettbewerbe über 200 m und 400 m Brust gemeldet, trat aber in beiden nicht an.